# Jiuzhaigou-Erdbeben 2017
Das Jiuzhaigou-Erdbeben 2017 war ein starkes Erdbeben am 8. August 2017 um 13:19 Uhr UTC (21:19 Uhr Ortszeit) in der chinesischen Provinz Sichuan. Das Hypozentrum des Bebens mit der Magnitude MW 6,5 auf der Momenten-Magnituden-Skala lag in 9 km Tiefe im Naturschutzgebiet Jiuzhaigou, etwa 100 Kilometer westlich von Longnan. Das China Earthquake Networks Center gab die Magnitude mit 7,0 an.

## Tektonischer Überblick
Das Erdbeben vom 8. August 2017 mit der Magnitude MW 6,5 im Norden der chinesischen Provinz Sichuan ereignete sich infolge einer flachen Blattverschiebung im Innern der Eurasischen Platte. Die Herdflächenlösung zeigt an, dass das Ereignis entweder durch eine nach Südosten streichende sinistrale oder eine nach Nordosten streichende dextrale Blattverschiebung ausgelöst wurde.
Das Erdbeben ereignete sich mehrere hundert Kilometer nordöstlich der konvergenten Plattengrenze zwischen Indischer und Eurasischer Platte, wo die Indische Platte sich im Verhältnis zur Eurasischen Platte mit einer Geschwindigkeit von ungefähr 46 mm/Jahr nordwärts bewegt. Diese Konvergenz treibt die Hebung des Himalaya und des Hochlands von Tibet, einer ausgedehnten Region verdickter Erdkruste, die sich um etwa 10 mm/Jahr hebt. Das Hochland von Tibet dehnt sich dabei nach Osten aus, infolgedessen handelt es sich um ein Gebiet ost-westlicher Ausdehnung und ostwärts verlaufender Krustenbewegung innerhalb einer größeren Region der allgemein nord-südlichen Konvergenz. Am Rande des Plateaus, das östlich des Bebens vom 8. August liegt, konvergiert die Kruste unter dem Hochland von Tibet mit der starken Kruste unter dem Sichuanbecken und des südöstlichen China. Das Erdbeben reflektiert so das Zusammenspiel dieser großen tektonischen Kräfte.
In einem Umkreis von 250 km um das Erdbeben vom 8. August 2017 haben sich innerhalb der letzten 100 Jahre 12 Erdbeben ereignet, die eine Magnitude stärker als 6 hatten. Das bedeutendste Ereignis in der jüngeren Vergangenheit war dabei das Chengdu- oder Sichuan-Erdbeben am 12. Mai 2008, nicht ganz 250 km südlich des Erdbebens vom 8. August, das die Magnitude MW 7,9 erreichte und bei dem 69.000 Menschen starben sowie fast 400.000 weitere verletzt wurden; mehr als 5 Millionen Häuser wurden zerstört und mehr als 45 Millionen Bewohner Chinas waren betroffen. Das Erdbeben von 2008 und seine starken Nachbeben geschahen an der Longmenshan-Verwerfung südlich und südöstlich des Erdbebens vom 8. August 2017. Im August 1976 trafen drei starke Erdbeben mit den Magnituden M 6,9, M 6,4 und M 6,7 die Region etwa 50 km südöstlich des Erdbebens vom 8. August 2017. Damals kamen 41 Menschen ums Leben.

## Opfer und Schäden
Durch das Erdbeben kamen 25 Menschen ums Leben, 525 wurden verletzt. Insgesamt waren 176.000 Menschen vom Beben betroffen.
Mehr als 73.000 Häuser wurden beschädigt, 76 stürzten ein.

## Belege
1. 1 2 3  M 6.5 - 36km WSW of Yongle, China. In: Earthquake Hazards Program. United States Geological Survey, 8. August 2017, abgerufen am 12. Januar 2020 (englisch).
2. ↑  四川阿坝州九寨沟县7.0级地震. 中国地震台网, 8. August 2017, abgerufen am 9. August 2017 (chinesisch).
3. ↑  Sichuan earthquake kills 25, injuring 525. In: news.cgtn.com. 14. August 2017, abgerufen am 12. Januar 2020 (englisch).